# Rhizopsammia wettsteini
Rhizopsammia wettsteini is een rifkoralensoort uit de familie van de Dendrophylliidae. De wetenschappelijke naam van de soort is voor het eerst geldig gepubliceerd in 1983 door Scheer & Pillai.